# Tove Lo

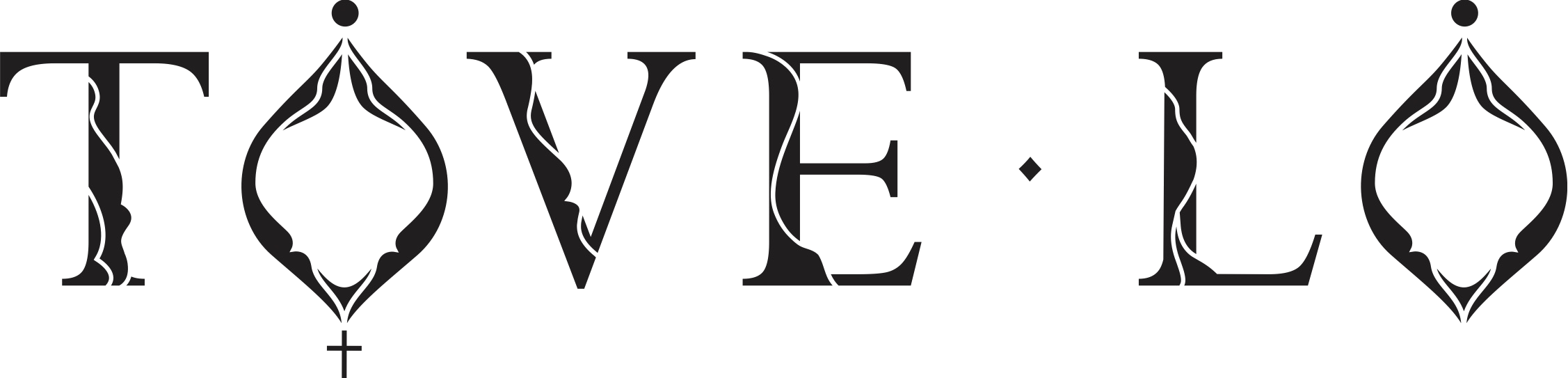
Logotyp

Tove Lo, właśc. Ebba Tove Elsa Nilsson (ur. 29 października 1987 w Sztokholmie) – szwedzka piosenkarka i autorka tekstów. Znana z surowego, grunge'owego podejścia do muzyki pop, redakcja „Rolling Stone” nazwała ją „najciemniejszym szwedzkim eksportem popu”.

## Życiorys
Jest absolwentką szkoły muzycznej Rytmus Musikergymnasiet. W 2006 założyła zespół rockowy Tremblebee, a po jego rozwiązaniu zajęła się działalnością jako autorka piosenek. W 2011 podpisała umowę wydawniczą z Warner/Chappell Music. Współpracując z producentami Alexandrem Kronlundem, Maxem Martinem i Xenomanią, odniosła sukces jako autorka piosenek, a także niezależnie nagrywała i wydawała własne kompozycje. 
W 2013 podpisała kontrakt z Universal Music, Island Records i Polydor. W następnym roku zyskała rozgłos dzięki swojemu debiutanckiemu albumowi Queen of the Clouds, który w październiku 2014 roku zadebiutował na 14. miejscu na liście przebojów U.S. Billboard 200. Płytę promowała przebojem „Habits (Stay High)”, który zajął trzecie miejsce na liście US Billboard Hot 100, a także „Talking Body”. Jej drugi album, Lady Wood, ukazał się w październiku 2016 i zadebiutował na 11. miejscu na liście Billboard 200. Jego główny singiel „Cool Girl” stał się międzynarodowym hitem. Jej kolejne płyty, Blue Lips (2017) i Sunshine Kitty (2019), również były notowane na amerykańskich listach sprzedaży. Pochodząca z czwartego albumu piosenka „Glad He's Gone” została nominowana do nagrody Grammy za najlepszy teledysk. W 2022 wydała album pt. Dirt Femme z singlami: „How Long” i „No One Dies from Love”. Pierwszy z nich był częścią ścieżki dźwiękowej do drugiego sezonu amerykańskiego serialu Euforia.
Współtworzyła piosenki także dla innych artystów, w tym „Homemade Dynamite” (2017) Lorde i „Love Me Like You Do” (2015) Ellie Goulding, za którą artystka była nominowana do nagrody Grammy i Złotego Globu. Współpracowała poza tym z artystami, takimi jak m.in. Charli XCX, Alesso, Broods Broods, Flume, Nick Jonas, Seven Lions, Martin Garrix, Urban Cone, Kylie Minogue, Nelly Furtado i Coldplay.

## Dyskografia

### Albumy studyjne
| Rok                                                     | Szczegóły albumu | Najwyższe pozycje na listach | Najwyższe pozycje na listach | Najwyższe pozycje na listach | Najwyższe pozycje na listach | Najwyższe pozycje na listach | Najwyższe pozycje na listach | Najwyższe pozycje na listach | Najwyższe pozycje na listach | Najwyższe pozycje na listach | Najwyższe pozycje na listach | Najwyższe pozycje na listach | Certyfikat                                                                              |
| Rok                                                     | Szczegóły albumu | SWE                          | AUS                          | BEL (Fl)                     | BEL (Wa)                     | FIN                          | FRA                          | CAN                          | NOR                          | NZ                           | US                           | UK                           | Certyfikat                                                                              |
| ------------------------------------------------------- | --- | ---------------------------- | ---------------------------- | ---------------------------- | ---------------------------- | ---------------------------- | ---------------------------- | ---------------------------- | ---------------------------- | ---------------------------- | ---------------------------- | ---------------------------- | --------------------------------------------------------------------------------------- |
| 2014                                                    | Queen of the Clouds - Data wydania: 24 września 2014 - Wytwórnia: Island Records - Format: CD, winyl, digital download                  | 6                            | 47                           | 65                           | 43                           | 33                           | 72                           | 17                           | 10                           | 22                           | 14                           | 17                           | - SWE: platynowa płyta - POL: platynowa płyta - US: platynowa płyta - UK: srebrna płyta |
| 2016                                                    | Lady Wood - Data wydania: 28 października 2016 - Wytwórnia: Universal Music Group, Island Records - Format: CD, winyl, digital download | 1                            | 21                           | 45                           | 60                           | 20                           | 133                          | 14                           | 7                            | 16                           | 11                           | 40                           | brak                                                                                    |
| 2017                                                    | Blue Lips - Data wydania: 17 listopada 2017 - Wytwórnia: Universal Music Group, Island Records - Format: winyl, digital download        | 15                           | –                            | –                            | –                            | –                            | –                            | 78                           | 39                           | –                            | 138                          | –                            | brak                                                                                    |
| 2019                                                    | Sunshine Kitty - Data wydania: 20 września 2019 - Wytwórnia: Island Records - Format: CD, winyl, digital download                       | 19                           | 54                           | 75                           | 117                          | 20                           | 169                          | 49                           | 22                           | –                            | 61                           | 59                           | brak                                                                                    |
| 2022                                                    | Dirt Femme - Data wydania: 14 października 2022 - Wytwórnia: Pretty Swede, mtheory - Format: CD, winyl, digital download                | 11                           | –                            | 86                           | 167                          | 34                           | –                            | –                            | 11                           | –                            | –                            | –                            | brak                                                                                    |
| „–” oznacza, że album nie był notowany na danej liście. | |                              |                              |                              |                              |                              |                              |                              |                              |                              |                              |                              |                                                                                         |

### Minialbumy
| Rok                                                     | Szczegóły albumu                                                                                         | Najwyższe pozycje na listach | Najwyższe pozycje na listach | Najwyższe pozycje na listach |
| Rok                                                     | Szczegóły albumu                                                                                         | SWE                          | AUS                          | NOR                          |
| ------------------------------------------------------- | --- | ---------------------------- | ---------------------------- | ---------------------------- |
| 2014                                                    | Truth Serum - Data wydania: 3 marca 2014 - Wytwórnia: Universal Music - Format: CD, LP, digital download | 13                           | 99                           | 8                            |
| 2016                                                    | Spotify Singles - Data wydania: 30 listopada 2016 - Wytwórnia: Universal Music - Format: streaming       | –                            | –                            | –                            |
| „–” oznacza, że album nie był notowany na danej liście. | |                              |                              |                              |

### Single
| Rok                                                      | Tytuł                                                         | Najwyższe pozycje na listach | Najwyższe pozycje na listach | Najwyższe pozycje na listach | Najwyższe pozycje na listach | Najwyższe pozycje na listach | Najwyższe pozycje na listach | Najwyższe pozycje na listach | Najwyższe pozycje na listach | Najwyższe pozycje na listach | Najwyższe pozycje na listach | Najwyższe pozycje na listach | Certyfikat                                                                                         | Album lub Minialbum                |
| Rok                                                      | Tytuł                                                         | SWE                          | AUS                          | CAN                          | DEN                          | FRA                          | NLD                          | GER                          | NZ                           | POL                          | US                           | UK                           | Certyfikat                                                                                         | Album lub Minialbum                |
| -------------------------------------------------------- | ------------------------------------------------------------- | ---------------------------- | ---------------------------- | ---------------------------- | ---------------------------- | ---------------------------- | ---------------------------- | ---------------------------- | ---------------------------- | ---------------------------- | ---------------------------- | ---------------------------- | -------------------------------------------------------------------------------------------------- | ---------------------------------- |
| 2012                                                     | „Love Ballad”                                                 | –                            | –                            | –                            | –                            | –                            | –                            | –                            | –                            | –                            | –                            | –                            | brak                                                                                               | –                                  |
| 2013                                                     | „Habits"                                                      | –                            | –                            | –                            | –                            | –                            | –                            | –                            | –                            | –                            | –                            | –                            | brak                                                                                               | –                                  |
| 2013                                                     | „Out of Mind”                                                 | –                            | –                            | –                            | –                            | –                            | –                            | –                            | –                            | –                            | –                            | –                            | brak                                                                                               | Truth Serum                        |
| 2013                                                     | „Habits (Stay High)”                                          | –                            | –                            | 3                            | 3                            | 2                            | –                            | 14                           | –                            | 1                            | 3                            | –                            | - CAN: 2× platynowa płyta - GER: 3× złota płyta - US: 5× platynowa płyta - UK: złota płyta         | Queen of the Clouds +Truth Serum   |
| 2013                                                     | „Stay High” (gościnnie: Hippie Sabotage)                      | 13                           | 3                            | –                            | –                            | –                            | 2                            | –                            | 3                            | –                            | –                            | 6                            | - AUS: 2× platynowa płyta - NZ: platynowa płyta - UK: platynowa płyta                              | Queen of the Clouds +Truth Serum   |
| 2014                                                     | „Not on Drugs”                                                | –                            | –                            | –                            | –                            | –                            | –                            | –                            | –                            | –                            | –                            | –                            | brak                                                                                               | Queen of the Clouds +Truth Serum   |
| 2015                                                     | „Talking Body”                                                | 16                           | 95                           | 14                           | 26                           | –                            | 74                           | 100                          | –                            | –                            | 12                           | 17                           | - US: 2× platynowa płyta - UK: złota płyta                                                         | Queen of the Clouds                |
| 2015                                                     | „Timebomb”                                                    | –                            | –                            | –                            | –                            | –                            | –                            | –                            | –                            | –                            | –                            | –                            | brak                                                                                               | Queen of the Clouds                |
| 2015                                                     | „Moments”                                                     | –                            | –                            | –                            | –                            | –                            | –                            | –                            | –                            | –                            | –                            | –                            | brak                                                                                               | Queen of the Clouds                |
| 2016                                                     | „Scars”                                                       | –                            | –                            | –                            | –                            | –                            | –                            | –                            | –                            | –                            | –                            | –                            | brak                                                                                               | Allegiant                          |
| 2016                                                     | „Cool Girl”                                                   | 15                           | 30                           | 42                           | 26                           | 145                          | 44                           | 43                           | 15                           | –                            | 84                           | 46                           | - AUS: złota płyta - UK: srebrna płyta - GER: złota płyta - NZ: złota płyta - POL: platynowa płyta | Lady Wood                          |
| 2016                                                     | „True Disaster”                                               | 56                           | –                            | –                            | –                            | –                            | –                            | –                            | –                            | 65                           | –                            | –                            | brak                                                                                               | Lady Wood                          |
| 2017                                                     | „Disco Tits”                                                  | 55                           | –                            | –                            | –                            | –                            | –                            | –                            | –                            | –                            | –                            | –                            | brak                                                                                               | Blue Lips                          |
| 2018                                                     | „Bitches” (gościnnie: ALMA, Charli XCX, Elliphant, Icona Pop) | –                            | –                            | –                            | –                            | –                            | –                            | –                            | –                            | –                            | –                            | –                            | brak                                                                                               | Blue Lips                          |
| 2019                                                     | „Glad He's Gone”                                              | 38                           | –                            | –                            | –                            | –                            | –                            | –                            | –                            | –                            | –                            | –                            | brak                                                                                               | Sunshine Kitty                     |
| 2019                                                     | „Bad as the Boys” (gościnnie: Alma)                           | –                            | –                            | –                            | –                            | –                            | –                            | –                            | –                            | –                            | –                            | –                            | brak                                                                                               | Sunshine Kitty                     |
| 2019                                                     | „Jacques” (oraz Jax Jones)                                    | 61                           | –                            | –                            | –                            | –                            | –                            | –                            | –                            | –                            | –                            | 67                           | brak                                                                                               | Sunshine Kitty                     |
| 2019                                                     | „Really Don't Like U” (gościnnie: Kylie Minogue)              | –                            | –                            | –                            | –                            | –                            | –                            | –                            | –                            | –                            | –                            | –                            | brak                                                                                               | Sunshine Kitty                     |
| 2019                                                     | „Sweettalk My Heart”                                          | 48                           | –                            | –                            | –                            | –                            | –                            | –                            | –                            | –                            | –                            | –                            | brak                                                                                               | Sunshine Kitty                     |
| 2020                                                     | „Bikini Porn”                                                 | 76                           | –                            | –                            | –                            | –                            | –                            | –                            | –                            | –                            | –                            | –                            | brak                                                                                               | Sunshine Kitty: Paw Prints Edition |
| 2020                                                     | „Calling on Me” (oraz Sean Paul)                              | 97                           | –                            | –                            | –                            | –                            | –                            | –                            | –                            | –                            | –                            | –                            | brak                                                                                               | –                                  |
| 2020                                                     | „I'm Coming”                                                  | 12                           | –                            | –                            | –                            | –                            | –                            | –                            | –                            | –                            | –                            | –                            | brak                                                                                               | Sunshine Kitty: Paw Prints Edition |
| 2022                                                     | „How Long”                                                    | 92                           | –                            | –                            | –                            | –                            | –                            | –                            | –                            | 3                            | –                            | –                            | - POL: platynowa płyta                                                                             | Dirt Femme                         |
| 2022                                                     | „No One Dies from Love”                                       | 26                           | –                            | –                            | –                            | –                            | –                            | –                            | –                            | –                            | –                            | –                            | brak                                                                                               | Dirt Femme                         |
| 2022                                                     | „True Romance”                                                | –                            | –                            | –                            | –                            | –                            | –                            | –                            | –                            | –                            | –                            | –                            | brak                                                                                               | Dirt Femme                         |
| 2022                                                     | „2 Die 4”                                                     | 19                           | –                            | –                            | –                            | –                            | –                            | –                            | –                            | 4                            | –                            | –                            | brak                                                                                               | Dirt Femme                         |
| 2022                                                     | „Grapefruit”                                                  | –                            | –                            | –                            | –                            | –                            | –                            | –                            | –                            | –                            | –                            | –                            | brak                                                                                               | Dirt Femme                         |
| 2022                                                     | „Call On Me”                                                  | –                            | –                            | –                            | –                            | –                            | –                            | –                            | –                            | –                            | –                            | –                            | brak                                                                                               | Dirt Femme                         |
| „–” oznacza, że singel nie był notowany na danej liście. |                                                               |                              |                              |                              |                              |                              |                              |                              |                              |                              |                              |                              | |                                    |

#### Z gościnnym udziałem
| Rok                                                     | Tytuł                                                            | Najwyższa pozycja | Najwyższa pozycja | Najwyższa pozycja | Najwyższa pozycja | Najwyższa pozycja | Najwyższa pozycja | Najwyższa pozycja | Najwyższa pozycja | Najwyższa pozycja | Najwyższa pozycja | Certyfikat                                                                                               | Album lub Minialbum                                  |
| Rok                                                     | Tytuł                                                            | SWE               | AUS               | DEN               | FRA               | GER               | NLD               | NZ                | POL               | US                | UK                | Certyfikat                                                                                               | Album lub Minialbum                                  |
| ------------------------------------------------------- | ---------------------------------------------------------------- | ----------------- | ----------------- | ----------------- | ----------------- | ----------------- | ----------------- | ----------------- | ----------------- | ----------------- | ----------------- | --- | ---------------------------------------------------- |
| 2013                                                    | „Run on Love” (Lucas Nord gościnnie: Tove Lo)                    | –                 | –                 | –                 | –                 | –                 | –                 | –                 | –                 | –                 | –                 | brak | Islands                                              |
| 2013                                                    | „Strangers” (Seven Lions and Myon & Shane 54 gościnnie: Tove Lo) | –                 | –                 | –                 | –                 | –                 | –                 | –                 | –                 | –                 | –                 | brak | The Mortal Instruments: City of Bones & Worlds Apart |
| 2014                                                    | „Heroes (We Could Be)” (Alesso gościnnie: Tove Lo)               | 5                 | 11                | 26                | 44                | 71                | 18                | 15                | 7                 | 31                | 6                 | - AUS: platynowa płyta - CAN: złota płyta - NZ: złota płyta - US: platynowa płyta - UK: platynowa płyta  | Forever                                              |
| 2015                                                    | „Come Back to Me" (Urban Cone, gościnnie: Tove Lo)               | –                 | –                 | –                 | –                 | –                 | –                 | –                 | –                 | –                 | –                 | brak | Polaroid Memories                                    |
| 2016                                                    | „Desire” (Years & Years, gościnnie: Tove Lo)                     | 78                | –                 | –                 | –                 | –                 | –                 | –                 | –                 | –                 | 27                | brak | Communion                                            |
| 2016                                                    | „Close” (Nick Jonas, gościnnie: Tove Lo)                         | 41                | 37                | 34                | 165               | 61                | 57                | 11                | –                 | 14                | 25                | - BEL: złota płyta - NZ: platynowa płyta - US: platynowa płyta - UK: srebrna płyta                       | Last Year Was Complicated                            |
| 2016                                                    | „Say It” (Flume, gościnnie: Tove Lo)                             | –                 | 5                 | –                 | 154               | –                 | –                 | 4                 | –                 | 60                | 69                | - AUS: 3× platynowa płyta - CAN: złota płyta - NZ: platynowa płyta - US: złota płyta - UK: srebrna płyta | Skin                                                 |
| 2017                                                    | „Out of My Head” (Charli XCX, gościnnie: Tove Lo, Alma)          | –                 | –                 | –                 | –                 | –                 | –                 | –                 | –                 | –                 | –                 | brak | Pop 2                                                |
| 2018                                                    | „Colorblind” (Karma Fields, gościnnie: Tove Lo)                  | –                 | –                 | –                 | –                 | –                 | –                 | –                 | –                 | –                 | –                 | brak | Body Rush                                            |
| 2018                                                    | „Blow That Smoke” (Major Lazer, gościnnie: Tove Lo)              | 71                | –                 | –                 | –                 | –                 | –                 | –                 | –                 | –                 | –                 | brak | Major Lazer Essentials                               |
| 2018                                                    | „Heart Attack” (Phoebe Ryan, gościnnie: Tove Lo)                 | –                 | –                 | –                 | –                 | –                 | –                 | –                 | –                 | –                 | –                 | brak | c                                                    |
| 2019                                                    | „Diva” (Aazar, gościnnie: Swae Lee, Tove Lo)                     | –                 | –                 | –                 | –                 | –                 | –                 | –                 | –                 | –                 | –                 | brak | –                                                    |
| 2020                                                    | „Don't Say Goodbye” (Alok oraz Ilkay Sencan, gościnnie: Tove Lo) | –                 | –                 | –                 | –                 | –                 | –                 | –                 | 4                 | –                 | –                 | - POL: platynowa płyta                                                                                   | –                                                    |
| „–” oznacza, że singel nie był notowany na danej liście |                                                                  |                   |                   |                   |                   |                   |                   |                   |                   |                   |                   | |                                                      |

#### Single promocyjne
| Rok                                                     | Tytuł                                | Najwyższa pozycja | Najwyższa pozycja | Album lub Minialbum |
| Rok                                                     | Tytuł                                | SWE               | NZ Heat.          | Album lub Minialbum |
| ------------------------------------------------------- | ------------------------------------ | ----------------- | ----------------- | ------------------- |
| 2014                                                    | „Thousand Miles"                     | –                 | –                 | Queen of the Clouds |
| 2014                                                    | „Got Love"                           | –                 | –                 | Queen of the Clouds |
| 2016                                                    | „Influence" (gościnnie: Wiz Khalifa) | 78                | 5                 | Lady Wood           |
| „–” oznacza, że singel nie był notowany na danej liście |                                      |                   |                   |                     |